# Palacio de Saldañuela
El palacio de Saldañuela es una casa-palacio renacentista ubicada en el municipio español de Sarracín, en la provincia de Burgos. Uno de los más destacados exponentes de la arquitectura civil del Renacimiento en la provincia. Tiene el estatus de Bien de Interés Cultural, ya que fue declarado Monumento histórico-artístico perteneciente al Tesoro Artístico Nacional mediante decreto de 3 de junio de 1931.

## Historia
Saldañuela, derivación de Saldaña, operó como villa matriz, fundando otro doblamiento al que llamó Saldaña menor o Saldañuela, pueblo que, efectivamente existió y hoy subsiste en la casa-palacio al borde de la carretera de Burgos a Soria.
La parte más antigua conservada del edificio es una torre que debió de ser construida a finales del siglo xiv o principios del siglo xv y que en sus orígenes, debió de estar acompañada de otras edificaciones hoy desaparecidas. En 1474 se cita como posesión de Álvaro de Zúñiga y Guzmán, duque de Arévalo. 
En el año 1556 Isabel Osorio, amante del rey Felipe II, descendiente directa de Pablo de Santa María, adquirió al Consejo de Hacienda el señorío de Saldaña, Sarracín, Olmos Albos y Cojóbar, además de comprar la torre y sus dependencias anexas.
En 1562 se edificó el palacio adosado a la torre utilizando piedra caliza de las canteras de Hontoria y siguiendo seguramente trazas del arquitecto Juan de Vallejo. El edificio estuvo lujosamente amueblado, decorado con tapices y pinturas, y contó con una sala para la exhibición de armaduras y todo tipo de armas, tan del gusto de la nobleza de la época, tal y como se desprende de un inventario de bienes de 1650.
La familia Osorio mantuvo el mayorazgo de Saldañuela y la propiedad del palacio hasta mediados del siglo xvii.
En 1788 el palacio sufrió un incendio quedando parcialmente arruinado. A partir de ese momento entró en un proceso de decadencia hasta el momento en que se restaura ya en el siglo xx En los años en que lo visita Vicente Lampérez y Romea (hacia 1914) el edificio era utilizado como granja agrícola y casa de recreo.
Adquirido por Caja de Burgos en 1951 fue restaurado en el año 1953 adosándosele un nuevo cuerpo que en nada afecta al palacio. En los años siguientes fue dedicado a Escuela de Capacitación Agraria.
Su aspecto actual es fruto de la remodelación llevada a cabo por el arquitecto Pablo Puente Aparicio en los años 90 del siglo pasado.
Actualmente es propiedad de la Fundación Caja de Burgos.

## Edificio

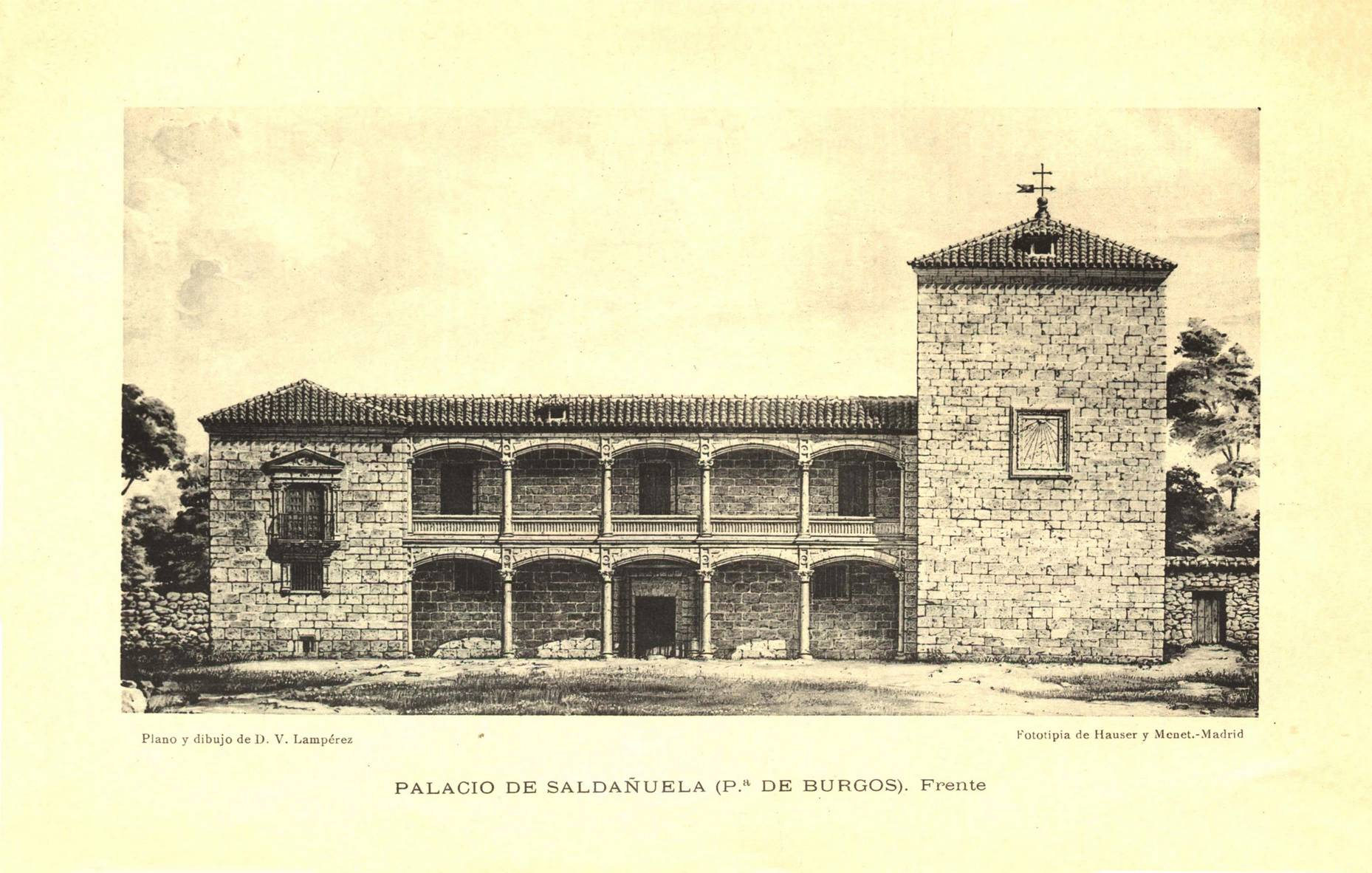
Saldañuela. Vicente Lamperez (1914)

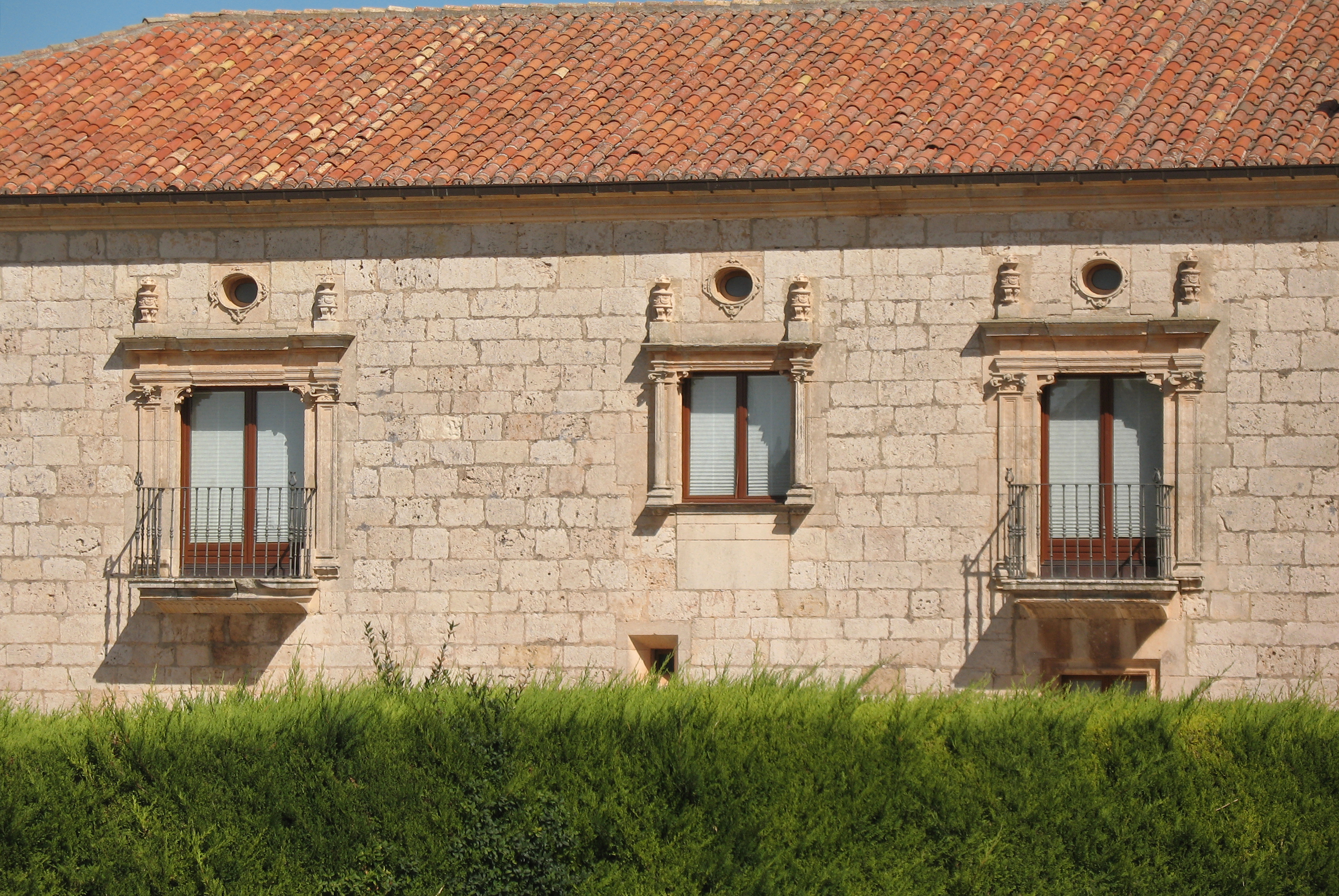
Ventanas de la fachada lateral

Casa-Palacio renacentista de gusto italianizante y tipología suburbana situado en el campo a 200 metros del casco urbano de Saldaña de Burgos. Su diseño y el programa decorativo manierista de sus principales elementos lo convierten en uno de los más refinados de la provincia. 
Se articula en torno a un patio con tres lados porticados con arcos escarzanos. En el cuarto se levanta la Fuente de las Gracias entre dos grandes ventanales rematados por frontones curvos. La fuente aparece recogida en una hornacina decorada con dos Hermes. La copa, sostenida por un atlante, recoge el agua que mana de tres figuras femeninas, representación mitológica de las Gracias o de las Horas.
Arcos, columnas y capiteles repiten el modelo de los de la fachada. En la planta superior los arcos están cegados y en ellos se abren ventanas.
La escalera que une ambas plantas es de cuatro tramos. Debió ser construida en una fase posterior al resto del palacio, en un estilo más sobrio ya que carece de elementos decorativos.
El elemento más antiguo, la torre del siglo XV adosada al ala principal del palacio, ha perdido su primitivo almenado y en su lugar se ve un tejado piramidal deprimido. Es de planta cuadrada y tanto las ventanas geminadas, el reloj de sol que muestra en su frente como el resto de su decoración son añadidos posteriores a su construcción.
La fachada principal presenta una galería de entrada y sobre ella, una logia que permitía la contemplación de los jardines y el entorno del palacio. Situadas entre dos cuerpos laterales, están formadas por cinco arcos escarzanos sostenidos por columnas con capiteles corintios. En el cuerpo de la izquierda y situada sobre otra más pequeña, se abre una ventana plateresca con balcón de forja enmarcada entre pilastras y coronada por un frontón calado.
La puerta principal en la galería inferior está enmarcada por dos columnas anilladas de forma similar al que presentan las ventanas de la logia superior.
En la fachada lateral izquierda hay una serie de huecos y ventanas. Las del nivel superior alternan tamaños contando las mayores con balcones y estando enmarcadas por pilastras sobre las que descansa el entablamento. Las menores están enmarcadas por columnitas y un entablamento similar. Sobre todas ellas aparecen pequeños óculos. Destaca la decoración plateresca de la última, diferente a las otras. Por último, a nivel del suelo hay una puerta con guardapolvo en forma de dosel pétreo con dos pequeños escudos en los laterales.
La Fachada posterior se articula en dos niveles. En el que dobla la esquina hay una puerta mixtilínea y sobre ella una ventana con un balcón igual a las de la fachada lateral. En el cuerpo saliente destaca una arcada de tres huecos que originariamente fueron dos.

## Colección de pintura
El palacio alberga la colección de pintura de Caja Burgos. Entre las obras que contiene destaca el retablo manierista de pintura de Juan de Villoldo que se conserva en la capilla del palacio.